# Zhiyi
Zhiyi (xinès: 智顗; pinyin: Zhìyǐ; Wade–Giles: Chih-i) (538, Hunan - 597, Zhejiang) fou un monjo budista xinès que fundà la secta eclèctica Tiantai. Orfe a l'edat de 17 anys, estudià amb el mestre budista Huisi durant set anys. Estigué relacionat amb els governs imperials de la dinastia Chen del sud de la Xina i la dinastia Sui, la qual reunificà el país. Va reconciliar a les diverses tendències del budisme en considerar totes les doctrines com a veritables i presents en la ment de l'il·luminat de Buda. Zhiyi considerava el sutra del Lotus com el principal ensenyament i aidà a establir-la com l'escriptura sagrada més popular a l'Àsia oriental.
El seu títol era Śramaṇa Zhiyi (沙門智顗), vinculant-lo a l'àmplia tradició de l'ascetisme indi. Zhiyi és famós per ser el primer en la història del budisme xinès a elaborar una classificació completa, crítica i sistemàtica dels ensenyaments budistes. També és considerat com la primera gran figura que va trencar significativament la tradició índia per formar un sistema indígena xinès.
Segons David W. Chappell, Zhiyi «ha estat classificat amb Tomàs d'Aquino i al-Ghazalí com un dels grans sistematitzadors del pensament i la pràctica religiosa en la història mundial».

## Biografia
Nascut amb el cognom Chen (陳) al districte de Huarong, a la prefectura de Jing (ara Hubei), Zhiyi se'n va anar de casa per convertir-se en monjo a divuit anys, després de la pèrdua dels seus pares i que la seva ciutat natal Jiangling caigués en mans de l'exèrcit de Wei occidental quan Zhiyi tenia disset anys. A 23 anys, va rebre les influències més importants del seu primer mestre, Nanyue Huisi (515-577 dC), un mestre de meditació que més tard seria catalogat com el predecessor de Zhiyi en el llinatge Tiantai. Després d'un període d'estudis amb Huisi (560-567), va passar un temps treballant a la capital del sud de Jiankang. Llavors el 575 va anar a la muntanya Tiantai per a un estudi intensiu i pràctica amb un grup de deixebles. Allà va treballar en l'adaptació dels principis de meditació indis de śamatha i vipaśyanā (traduït com zhi i guan) a un complex sistema de pràctica d'autoconreu que també incorporava rituals devocionals i ritus de confessió/penediment. Després, l'any 585, va tornar a Jinling, on va completar els seus monumentals treballs de comentaris sobre el Sutra del Lotus, el Fahua wenzhu (587) i el Fahua xuanyi (593).
Chappell sosté que Zhiyi: «
proporcionava un marc religiós que semblava adequat per adaptar-se a altres cultures, desenvolupar noves pràctiques i universalitzar el budisme».

## Obres importants
Xiao Zhiguan de Zhiyi (tractat sobre la concentració i la visió) va ser probablement el primer manual pràctic de meditació a la Xina. Amb la seva influència directa sobre el Tso-chan-i va ser molt influent en el desenvolupament de la meditació Chan.
Rujun Wu identifica el Mohe Zhiguan (xinès tradicional: 摩訶止觀; xinès simplificat: 摩诃止观; pinyin: Móhē Zhǐguān; lit. 'Gran tractat sobre la concentració i la visió') de Zhiyi com el text seminal de l'escola Tiantai. Entre les nombroses obres importants de Zhiyi es troben el Liumiao Famen, Frases del sutra del Lotus (法華文句, Fahua Wenju) i Significat profund del sutra del Lotus Sutra (法華玄義, Fahua Xuanyi). De les obres que se li atribueixen (tot i que moltes poden haver estat escrites pels seus deixebles), se'n conserven una trentena.

## Ensenyament

### Samatha-vipaśyanā
Xiao Zhiguan de Zhiyi ofereix una exposició de la pràctica de śamatha (calmant o cessament) i vipaśyanā (visió o contemplació sàvia). Xiao Zhiguan de Zhiyi afirma:
| « | Hi ha moltes maneres d'entrar a la veritable realitat del nirvana, però cap que sigui més essencial o que vagi més enllà del doble mètode de cessació i contemplació. El motiu és que el «cessament» és la porta preliminar per superar els llaços [de les afliccions apassionades]. La «contemplació» és el requisit adequat per trencar els deliris. «El cessament» proporciona un bon aliment per nodrir la ment. La «contemplació» és la tècnica sublim per despertar la comprensió espiritual. El «cessament» és la causa preeminent per [aconseguir] la concentració dhyànica. La «contemplació» és la base [per a l'acumulació de] de saviesa. Si un perfecciona els dos aspectes de la concentració (samadhi) i la saviesa, llavors un està completament dotat dels aspectes de beneficiar-se a un mateix i beneficiar els altres. | » |

Zhiyi també assenyala que és necessari tenir un equilibri entre śamatha i vipaśyanā:
| « | saber que aquests dos aspectes són com les dues rodes d'un carro, o les dues ales d'un ocell; si un costat es conrea de manera desproporcionada, llavors un és víctima d'un excés equivocat. | » |

### Els Quatre Samadhis
Zhiyi va desenvolupar un currículum de pràctica que va ser destil·lat en els «Quatre Samadhis» (xinès: 四種三昧; pinyin: sizhong sanmei). Aquests Quatre Samadhi van ser exposats al Mohe Zhiguan de Zhiyi. El Mohe Zhiguan és l'obra mestra de la maduresa de Zhiyi i es considera un «gran resum» de la tradició budista segons la seva experiència i comprensió en aquell moment. El text del Mohe Zhiguan es va perfeccionar a partir de les conferències que Zhiyi va donar l'any 594 a la capital de Nanquín i va ser la suma de la seva experiència al mont Tiantai cap al 585 i de la investigació fins llavors. Analitzant el títol, zhi es refereix a «la meditació de chan i l'estat concentrat i quiescent assolit» i guan es refereix a «la contemplació i la saviesa aconseguida per això». Swanson informa que Zhiyi sostenia que hi ha dos modes de zhi-guan: el d'estar assegut en meditació 坐 i el de «respondre als objectes d'acord amb les condicions» 歷緣對境, que es perfecciona encara més com a residir en l'estat natural de una ment tranquil·la i perspicaç sota qualsevol activitat i condicions.

Swanson afirma que Zhiyi al Mohe Zhiguan:
| « | ...és crític amb l'èmfasi desequilibrat en la "meditació sola", presentant-lo com una possible visió i pràctica "extrema", i oferint en canvi el binomi zhi-guan 止觀 (calmant/cessació i visió/contemplació, śamatha-vipaśyanā) com un terme més complet per a la pràctica budista. | » |

El «Samadhi d'una pràctica» (Sànscrit. Ekavyūha Samādhi; Ch.一行三昧) que també es coneix com el «samadhi de la unitat» o la «tranquil·litat en què un s'adona que tots els dharmes són iguals» (Wing-tsit Chan), és un dels Quatre Samadhi que tots dos refinen, marquen el pas a, i qualificar l'estat d'il·luminació perfecta exposat al Mohe Zhiguan. El terme «Samadhi de la Unitat» va ser utilitzat posteriorment per Daoxin.
Els quatre Samadhis són:
- «Samādhi constantment assegut» (chángzuò sānmèi常坐三昧) - 90 dies d'assegut immòbil, deixant el seient només per raons de necessitat natural.
- «Samādhi de caminar constantment» (chángxíng sānmèi常行三昧) - 90 dies de caminar conscient i meditar sobre Amitabha.
- «Samādhi de meitat caminar meitat seure» (bànxíng bànzuò sānmèi半行半坐三昧) - Inclou diverses pràctiques com el cant, la contemplació del buit de tots els dharmes i el «Lotus samādhi» que inclou la penitència de l'oració, el budisme, l'oració i recitant el sutra del Lotus.
- «Samādhi de no caminar ni seure» (fēixíng fēizuò sānmèi非行非坐三昧) - Això inclou «la consciència dels factors mentals» a mesura que sorgeixen a la ment. Un és contemplar-los com «no es mouen, no s'originen, no s'extingeixen, no venen, no van».

### Els cinc períodes i vuit ensenyaments
Per tal de proporcionar un marc complet per a la doctrina budista, Zhiyi va classificar els diversos sutres budistes en els cinc períodes i vuit ensenyaments (xinès tradicional: 五時八教; xinès simplificat: 五时八教; pinyin: wǔshí bājiào). Aquests també eren coneguts com goji hakkyō en japonès i osi palgyo (오시팔교) en coreà. Segons Zhiyi, els cinc períodes dels ensenyaments de Buda eren els següents:
1. El període de la garlanda de flors: s'ensenya immediatament després que Buda aconseguís la Il·luminació, amb una durada de tres setmanes. Els ensenyaments d'aquesta època eren incomprensibles per a tots els bodhisattvas avançats i, per tant, el Buda Shakyamuni va començar de nou amb ensenyaments més bàsics (els Agama).
2. El període Agama: s'imparteix al parc del cérvol i té una durada de 12 anys. Aquests consistien en els ensenyaments més elementals de Buda, inclosos el []karma]], el renaixement, les Quatre Nobles Veritats, etc.
3. El període correcte i igual: amb una durada de 8 anys. Això marca els ensenyaments de Buda que comencen a passar dels ensenyaments hinayana a als mahayana.
4. El període de la saviesa: dura 22 anys. Els ensenyaments aquí consisteixen en els ensenyaments de la Perfecció de la Saviesa, entre d'altres. Aquí, els ensenyaments pretenien demostrar que les classificacions d'hinayana i mahayana només eren oportunes, i que finalment estaven buides.
5. El període Lotus i Nirvana: 8 anys de durada. Els ensenyaments d'aquest període final marquen els ensenyaments més «perfectes», és a dir, el Sutra del Lotus i el Sutra del Nirvana Mahayana, que engloben la intenció original de Buda.

Es van comparar amb les cinc etapes de la llet: llet fresca, nata, quallada, mantega i ghee (mantega clarificada).
Més enllà, els ensenyaments de Buda s'organitzaven en quatre tipus basats en la capacitat d'escoltar:
- Ensenyaments sobtats
- Ensenyaments graduals
- Ensenyaments indeterminats
- Ensenyaments secrets o «esotèrics».

i quatre tipus de fonts:
- Hinayana
- Mahayana
- Ensenyaments que es troben en tots dos
- Ensenyaments que transcendeixen tots dos (p.e. Sutra del Lotus)

En conjunt, aquests eren els Vuit Ensenyaments del Buda atribuïts a Zhiyi.

### Tres mil regnes en un sol moment
Zhiyi va ensenyar el principi dels tres mil regnes en un sol moment de pensament (xinès:一念三千; Pinyin: Yīniàn Sānqiān) en la seva «Gran concentració i visió», basat en el Sutra del Lotus. El nombre 'Tres mil’ deriva dels Deu Mons, multiplicat per deu [a causa de la Possessió Mútua dels Deu Mons], que dona 100, multiplicat per deu [els Deu Factors enumerats al capitol 2 del Sutra del Lotus que dona 1.000. 1.000 multiplicat per 3 [els tres regnes de l'existència: jo, l'altre i el medi ambient] que dona 3.000.